# لیسبت کورسمو
لیسبت کورسمو (انگلیسی: Lisbeth Korsmo; ۱۴ ژانویهٔ ۱۹۴۸ – ۲۲ ژانویهٔ ۲۰۱۷) ورزشکار اسکیت سرعت اهل نروژ بود.
وی در مسابقات کشوری و بین‌المللی در مجموع برندهٔ ۱ مدال برنز شده‌است.